# Col·legiata de Santa María do Campo
La Reial Col·legiata de Santa María do Campo és un temple catòlic situat a la Corunya, a Galícia. Construït al segle xiii, pertany al romànic de transició cap al gòtic. Va ser declarada Bé d'interés cultural el 1931.

## Història
Es tracta d'una petita església del segle xiii que va començar a edificar-se el 1296 i es va constituir en parròquia el 1302. Se l'anomena "do Campo" (del Camp) perquè en els seus orígens es trobava fora dels murs de la ciutat. Des de temps antics va ser l'església dels gremis del mar i del comerç.
L'any 1441 l'arquebisbe de Santiago de Compostel·la Lope de Mendoza va convertir-la en col·legiata, i el 1494 el papa Alexandre VI li va concedir el títol d'abadia.
Durant el segle xviii va haver-hi diversos intents de reedificació, però cap es va dur a terme. A finals del segle xviii i principis del xix es van realitzar obres d'ampliació.

## Característiques
Es troba sobre una escalinata i està precedida per una de les creus més antigues de Galícia, que data del segle xv. És una església formada per tres naus acabades amb un absis semicircular amb tendència ogival que mostra la persistència del romànic gallec fins ben entrat el gòtic. La seva façana principal, enfront del pazo de Cornide, té una rosassa i sobre la seva portalada d'entrada hi ha una arcada amb timpà decorat amb escultures d'apòstols que recorden al Pòrtic de la Glòria de la Catedral de Santiago. La façana actual, del 1789, va incorporar la façana primitiva. En el seu interior, les imatges més representatives són l'Ascensió i Santa Maria Magdalena.

## Galeria fotogràfica

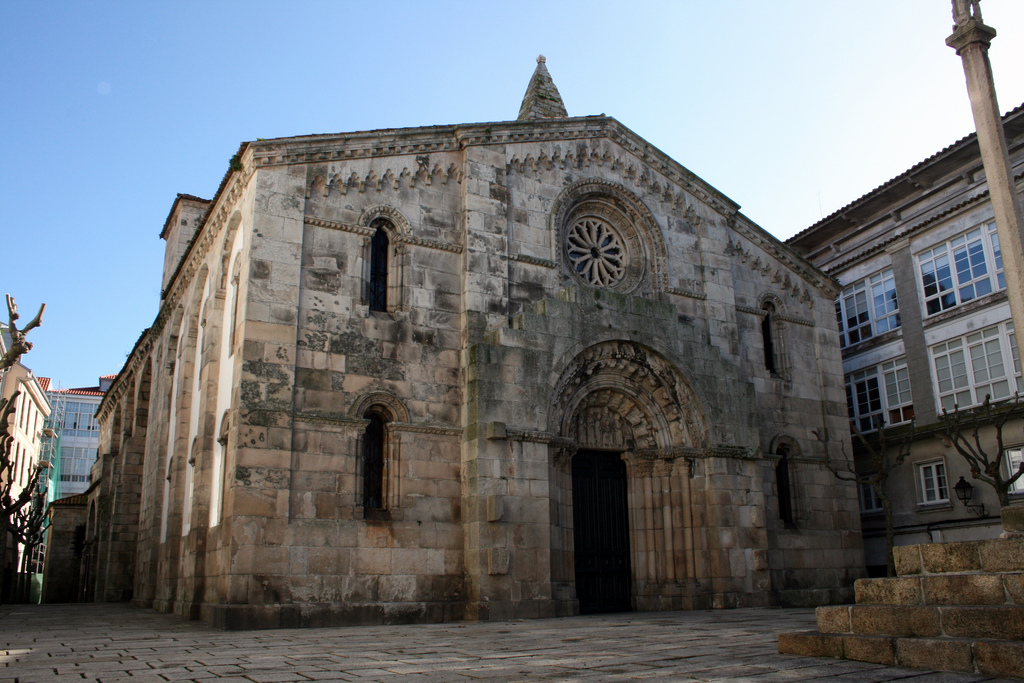
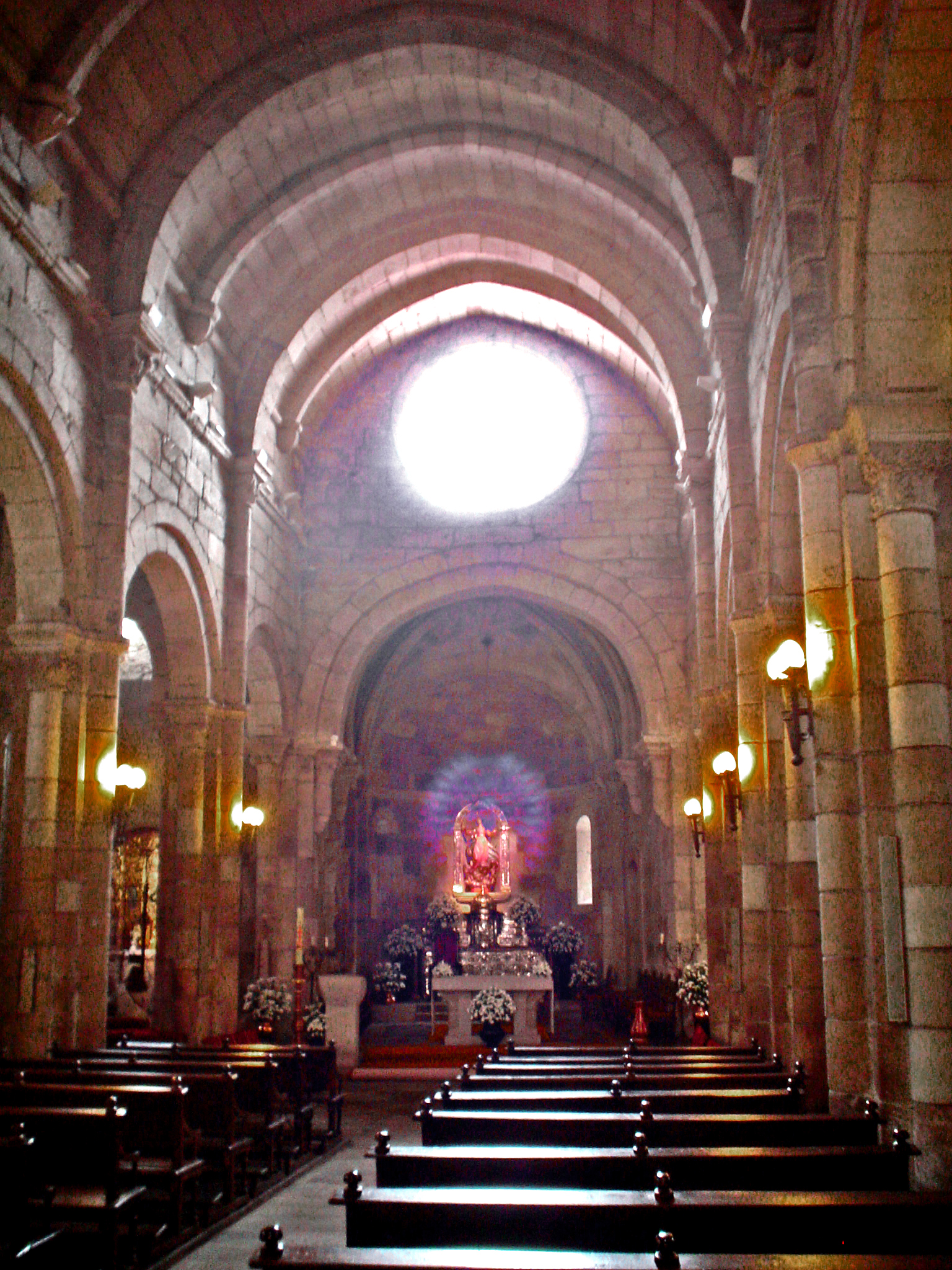
Nave principal e ábsida
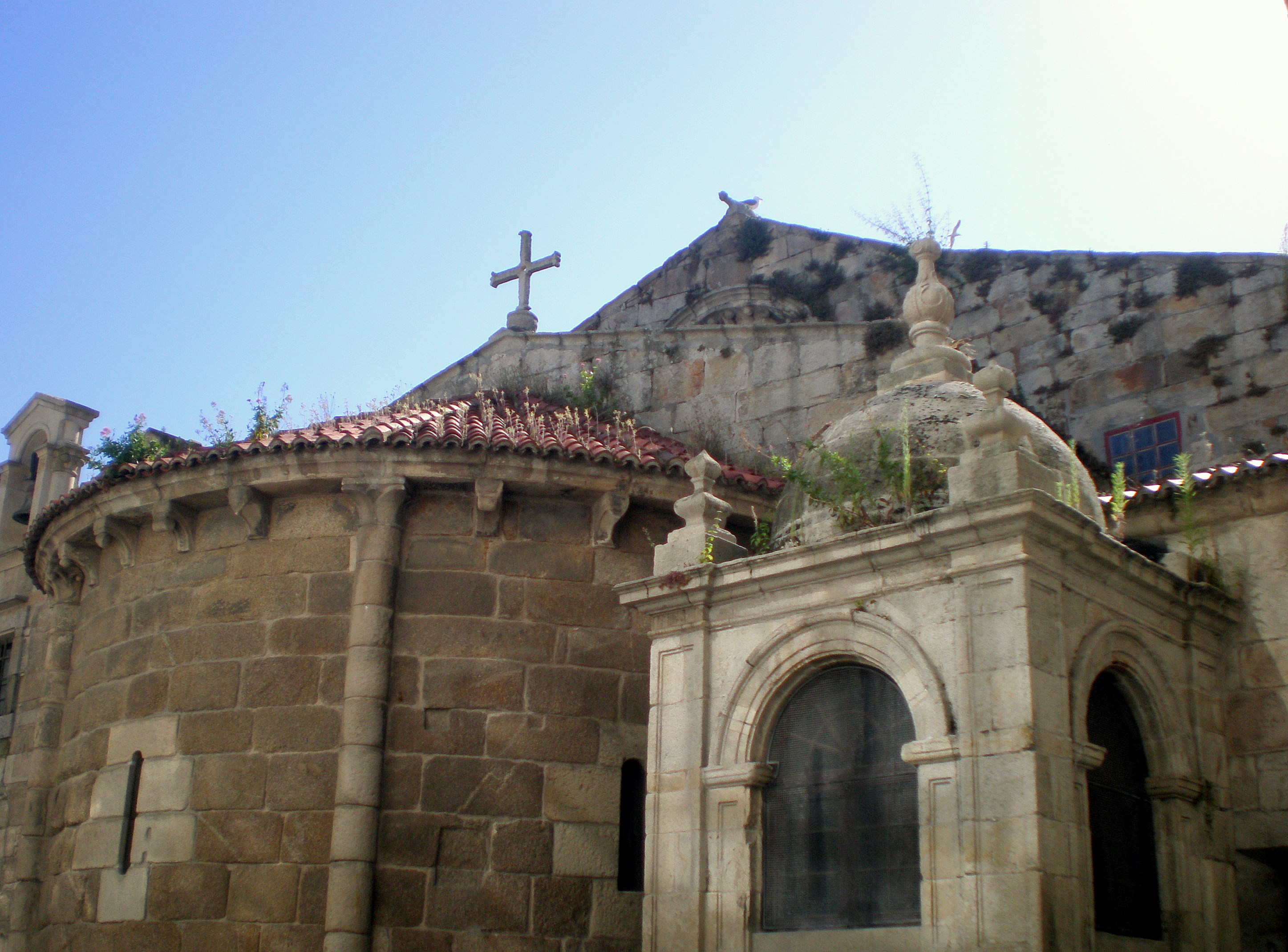
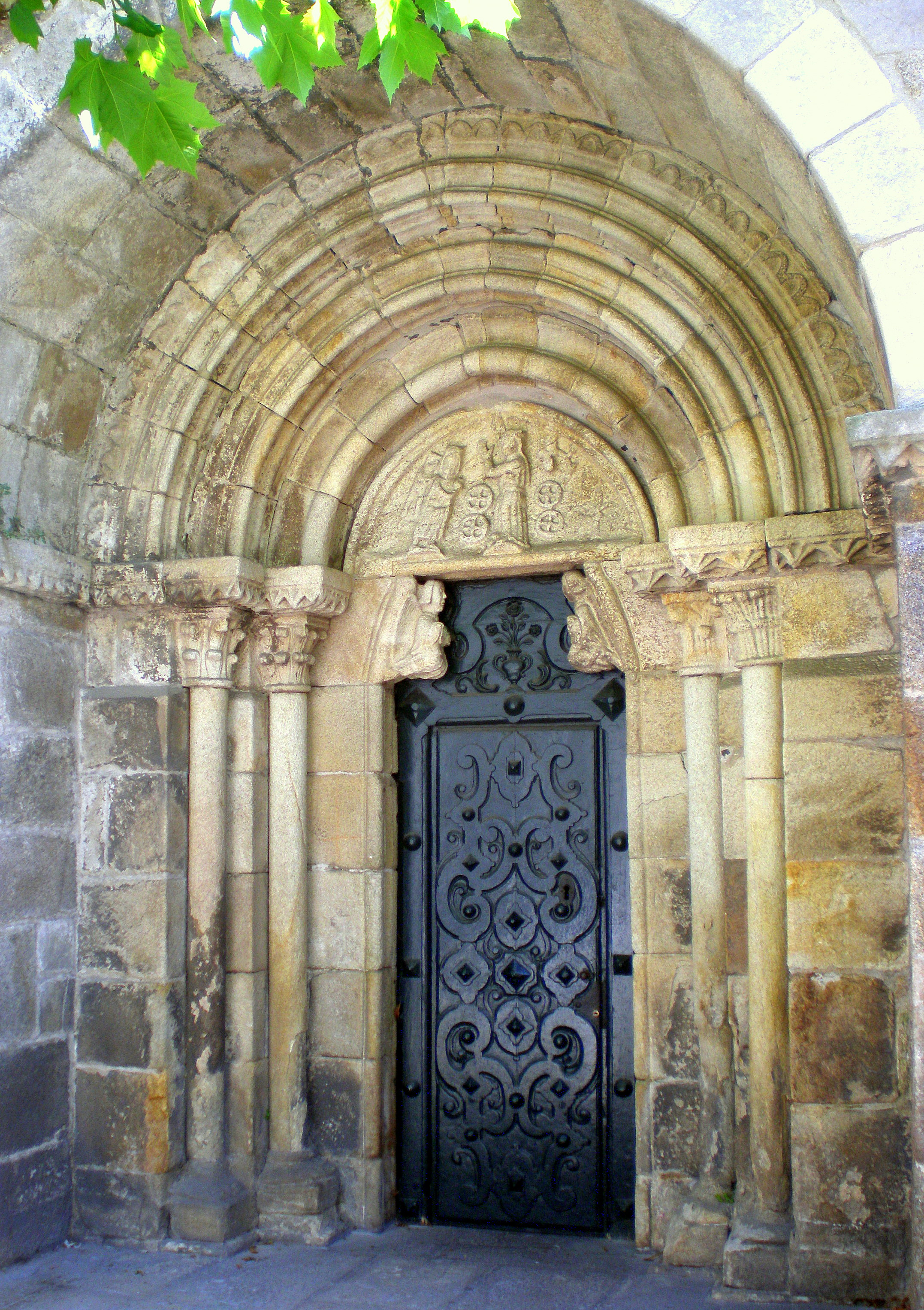